# 前翼型滑空機
空技廠 MXY6 前翼型滑空機
- 用途：実験機
- 分類：モーターグライダー
- 設計者：山本晴之
- 製造者：海軍航空技術廠
- 運用者：大日本帝国海軍
- 生産数：2機
- 運用状況：退役

前翼型滑空機（ぜんよくがたかっくうき）は、大日本帝国海軍の実験用動力付滑空機（モーターグライダー）。略符号は「MXY6」。

## 概要
日本における前翼型の航空機は、1942年（昭和17年）に海軍航空技術廠（空技廠）部員であった鶴野正敬技術大尉によって提案された。前翼型の機体は、兵装を前部に集束できることが利点と考えられ、日本本土防衛や長距離爆撃機の迎撃を行う局地戦闘機を指向して研究開発が始められた。
その過程において、前翼機の特性を調査するために、空技廠の山本晴之技師を主務設計者として前翼型滑空機の設計が1943年（昭和18年）3月に開始された。同年7月に茅ヶ崎製作所で機体製作が開始され、9月に一号機が完成した。生産数は2機。試験飛行は横須賀と木更津で発案者である鶴野大尉をパイロットにして行われ、前翼型戦闘機開発のための基礎設計資料を収集した。この試験飛行によって前翼型戦闘機試作の見通しが立ち、1944年（昭和19年）5月に海軍より前翼型の局地戦闘機震電の試作が発令された。
震電とほぼ同じ大きさの前翼型モーターグライダーで、日本内燃機「せみ一一型」エンジンを推進式に装備している。機体は木製および羽布張りで、座席は並列複座、降着装置は金属製の固定脚。主翼の前縁にスロット翼を持つ。操縦性と安定性は良好だった。曳航機には九七式艦上攻撃機が使用された。

## 諸元
- 全長：9.66 m
- 全幅：11.12 m
- 全高：4.21 m
- 主翼面積：20.5 m2
- 全備重量：640 kg
- エンジン：日本内燃機 せみ一一型 水平対向4気筒（離昇32 hp） × 1
- プロペラ：木製4翅
- 乗員：2名